# Karl Rasche

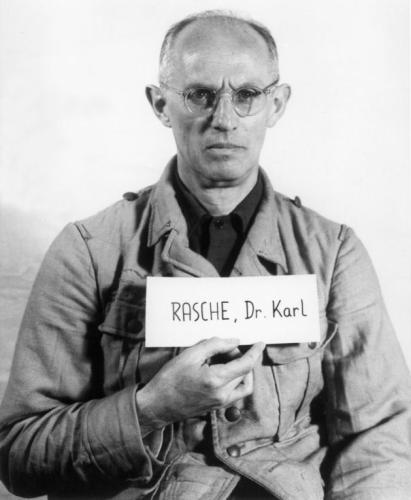
Karl Rasche als Angeklagter bei den Nürnberger Prozessen

Karl Emil August Rasche (* 23. August 1892 in Iserlohn; † 13. September 1951 bei Basel) war ein deutscher Jurist und neben Walter Pohle und Reinhold von Lüdinghausen (Bebca) einer der Hauptakteure der Arisierungen ab März 1939 im Sudetenland in der Zeit des Nationalsozialismus. Er war Vorstandsmitglied und später auch Sprecher der Dresdner Bank sowie SS-Führer. Am 11. April 1949 wurde Rasche im Wilhelmstraßen-Prozess wegen Kriegsverbrechen und Verbrechen gegen die Menschlichkeit: Raub und Plünderung zu sieben Jahren Haft verurteilt.

## Leben

### Jugend und Ausbildung
Nach dem Besuch der Volksschule und des Realgymnasiums in Iserlohn gehörte Rasche vom 1. April 1911 bis 30. März 1912 als Einjährig-Freiwilliger dem Infanterie-Regiment „Herwarth von Bittenfeld“ (1. Westfälisches) Nr. 13 in Münster an. Anschließend studierte er bis zum Ausbruch des Ersten Weltkriegs Rechts- und Staatswissenschaften in Münster, Leipzig, Berlin und Bonn.
Nach Ausbruch des Ersten Weltkrieges wurde Rasche wieder zur preußischen Armee einberufen und als Soldat an der Westfront eingesetzt. Nach einer Verwundung kam er ins Lazarett Düsseldorf-Vinzenhaus. Während seiner Verwundetenzeit besuchte er dort die Kommunalakademie. Am 15. Oktober 1914 bestand er die erste Juristische Staatsprüfung als Notexamen mit dem Prädikat gut. Auf Anregung seines Professors Josef Lukas (1875–1929) begann er zu dieser Zeit außerdem mit der Arbeit an einer rechtswissenschaftlichen Dissertation mit dem Titel Der Polizeibegriff im heutigen preußischen Recht unter besonderer Berücksichtigung der Spezialgesetze, die er schließlich 1917 abschloss. Die mündliche Doktorprüfung hatte er bereits am 19. Februar 1916 mit dem Prädikat cum laude bestanden.
Um 1916 als Leutnant der Reserve an die Front zurückgekehrt, wurde Rasche erst an der Westfront und dann bis Kriegsende an der Ostfront eingesetzt. In der ersten Nachkriegszeit engagierte er sich bei der Baltischen Landwehr in Form von Spendensammlungen und der Rekrutierung von Freiwilligen.
Ab Juli 1919 war Rasche als Gerichtsreferendar in Hamm tätig und wechselte 1921 zum Barmer Bankverein, wo er zum Sanierungsspezialisten wurde. Ab Anfang 1933 war Rasche Vorstandsmitglied der Bochumer Westfalenbank, wo er auch mit Paul Pleiger zusammenarbeitete.

### Zeit des Nationalsozialismus
1934 wurde Rasche zunächst stellvertretendes und ab August 1935 ordentliches Vorstandsmitglied der Dresdner Bank. Rasches Beschäftigungsverhältnis bei der Dresdner Bank war auch durch eine Intervention von Wilhelm Keppler zustande gekommen. Gemeinsam mit dem Vorstandsmitglied Emil Meyer galt Rasche als Vertrauensbankier der SS.
Eine Mitgliedschaft Rasches in der NSDAP zum 1. Mai 1933 erlangte keine Gültigkeit, da Rasche in der Ortsgruppe Essen keine Mitgliedskarte erhielt beziehungsweise auch keine Mitgliedsbeiträge zahlte. Erst zum 1. Mai 1937 trat Rasche der Partei bei (Mitgliedsnummer 5.919.397). Dem Historiker Karsten Heinz Schönbach zufolge ist Rasche dagegen schon am 23. August 1932 in die NSDAP eingetreten. Dies zeige ein Eintrag in seiner SS-Personalakte. Ab 1933 soll Rasche auch Mitglied in der DAF, dem NS-Rechtswahrerbund und dem NS-Bund für Leibesübungen gewesen sein.
Während der Olympischen Sommerspiele 1936 war Rasche stellvertretender Leiter des Reichsfachamtes für Leichtathletik und durfte somit als Ehrengast Hitlers am Reichsparteitag dieses Jahres teilnehmen. Kurz danach wurde er durch Fritz Kranefuß im Herbst 1936 in den Freundeskreis Himmler eingeführt. In die SS (Mitgliedsnummer 323.879) erfolgte Rasches Aufnahme im Mai 1939 rückwirkend zum November 1938 als SS-Hauptsturmführer. Als SS-Ehrenführer erreichte er 1943 den Rang eines SS-Obersturmbannführers.
Nach dem „Anschluss Österreichs“ im März 1938 engagierte sich Rasche bei der Ausweitung der Geschäfte seiner Bank in Österreich und später auch im Sudetenland und dem Protektorat Böhmen und Mähren. Daraufhin münzte man auf ihn den Spottvers:

„Wer marschiert hinter dem ersten Tank? Das ist Dr. Rasche von der Dresdner Bank!“

Dieser Spottvers basierte auf dem Umstand, dass die deutschen Staatsfinanzen, infolge der von der Hitler-Regierung betriebenen maßlosen Rüstungspolitik notorisch klamm waren. Daher wurde nach jeder gewaltsamen Besetzung eines dem Deutsche Reich benachbarten Landes, mit großer Eile das betreffende Land wirtschaftlich ausgeschlachtet (Beschlagnahmung der Goldreserven der jeweiligen Staatsbanken, Übernahme bedeutender Wirtschaftsbetriebe etc.), um die deutsche Staatskasse zu sanieren bzw. zu entlasten und den nahenden Finanzkollaps hinauszuzögern.
Ab Mitte der 1930er Jahre amtierte er als Vorsitzender beziehungsweise Mitglied des Aufsichtsrates von mehreren kriegswichtigen Unternehmen. Außerdem leitete er die Ressorts der Tochtergesellschaften Handelstrust West N. V. (Amsterdam) und Continentale Bank S.A. in Brüssel.
Als Vorstandsmitglied der Dresdner Bank analysierte Rasche in dem Fachblatt Der deutsche Volkswirt die durch das Unternehmen Barbarossa 1941 realisierbaren Chancen zur wirtschaftlichen Ausbeutung des Landes:

„Die größte Aufgabe in der Geschichte unseres Volkes, vielleicht der Weltgeschichte, liegt nunmehr vor uns: die Gestaltung des Ostraumes – politisch und wirtschaftlich […] Aus der Enge geht es in eine noch ungewohnte Weite, und aus der Rohstoffknappheit soll ein von Natur gegebener Rohstoffreichtum gefördert, erfasst und bewegt werden […] Schon aus diesen Andeutungen dürfte ersichtlich sein, welcher Zuwachs an Volksvermögen für die neue Ostarbeit zu erwarten ist […] Es bleiben dann nur noch die Fragen der technischen Ausführung dieses vielleicht größten Amortisationsplanes der bisherigen Wirtschaftsgeschichte.“

Am 8. Juli 1942 hielt er im Haus der Flieger einen Vortrag über die Ausdehnung des deutschen Einflusses im Osten. Ende Dezember 1942 wurde Rasche zum Vorstandssprecher der Dresdner Bank ernannt. Nach der Umstrukturierung der Bank übernahm er im Dezember 1943 zusammen mit Carl Lüer die Vorstandsgruppe West in Bad Nauheim.
Des Weiteren war Rasche während des Krieges auch an der Vermittlung von Krediten an die SS beteiligt, mit denen auch Zwangsarbeit in SS-Betrieben sowie Konzentrationslagern finanziert und auch die sogenannte „Germanisierung“ im besetzten Osteuropa betrieben wurden. Im Bankgeschäft war er wiederum an Arisierungen in den Niederlanden und dem Protektorat Böhmen und Mähren beteiligt. Ein Beispiel für seine Involvierung in die Raubpolitik des Regimes war beispielsweise die Einbindung tschechischer Rüstungsbetriebe in die Reichswerke Hermann Göring, die er gemeinsam mit Hans Kehrl durchführte.

### Leben nach Kriegsende
Im April 1945 wurde Rasche bei Bad Nauheim festgenommen und geriet in französische Kriegsgefangenschaft. Nachdem er in Paris vernommen wurde, konnte Rasche in der Französischen Besatzungszone begrenzt eine Tätigkeit zur „Intensivierung grenzüberschreitender Wirtschaftsbeziehungen“ für die französische Militärregierung aufnehmen. Im November 1945 wurde Rasche zwecks Informationsaustausch durch OMGUS-Ermittler in die amerikanische Besatzungszone bestellt und gleich nach seiner Ankunft in Frankfurt festgenommen. Zunächst wurde er im Darmstädter Gefängnis inhaftiert und gelangte nach Aufenthalten in Frankfurter Zuchthäusern in das Ludwigsburger Lager 74. Von dort wurde er in das Internierungslager Dachau überstellt und kam im April 1947 schließlich als Beschuldigter nach Nürnberg.
Als einziger Bankier aus der Privatwirtschaft wurde Rasche am 4. November 1947 im Wilhelmstraßen-Prozess, der im Rahmen der Nürnberger Prozesse stattfand, angeklagt. Sein Verteidiger war Egon Kubuschok, der schon Franz von Papen im Nürnberger Prozess gegen die Hauptkriegsverbrecher verteidigt hatte. Am 11. April 1949 wurde Rasche schließlich als Kriegsverbrecher wegen Kriegsverbrechen und Verbrechen gegen die Menschlichkeit: Raub und Plünderung, „wegen seiner Beteiligung an der Ausraubung Böhmens und Mährens sowie Hollands“, sowie Mitgliedschaft in verbrecherischen Organisationen zu sieben Jahren Gefängnis, beginnend mit dem 8. April 1945, verurteilt. Vom Vorwurf der Beihilfe zum Völkermord wurde Rasche freigesprochen.
Unter dem Anklagepunkt VII Sklavenarbeit konnte die Anklage nicht schlüssig beweisen, ob Rasche „einmal vor dem Kriege gemeinsam mit anderen Persönlichkeiten zusammen Konzentrationslager besucht habe“ und „spricht den Angeklagten Rasche unter Punkt VII nicht schuldig“ weil: „Wir können nicht einfach die Regel aufstellen, daß ein Beamter einer Anleihebank sich schuldig gemacht hat durch die strafbaren Folgen, die eine Anleihe nach sich zog und die der Leiher vielleicht beabsichtigte“.
Rasche wurde im August 1950 vorzeitig aus dem Kriegsverbrechergefängnis Landsberg entlassen. Im Oktober/November 1950 wurde Rasche im Entnazifizierungsverfahren als Entlasteter eingestuft. Rasches Wunsch um Wiedereinstellung bei der Dresdner Bank wurde nicht entsprochen, allerdings einigten sich Vertreter der Dresdner Bank und Rasche im Mai 1951 auf eine einvernehmliche Regelung bezüglich seiner Abfindung und Pensionsansprüchen. Er war schließlich als Unternehmensberater tätig und verstarb infolge eines Herzschlags auf einer berufsbedingten Zugfahrt nach Basel.

## Tätigkeit in Aufsichtsräten
Vorsitzender des Aufsichtsrats
- 1938–1945: Perlmooser Cement AG, Wien
- 1939–1944: Böhmische Escompte Bank, Prag (Tochterbank der Dresdner Bank)
- 1939–1944: Poldihütte AG, Prag
- 1941–1945: Handels-Kreditbank AG, Riga
- 1943–1945: Westdeutsche Bodenkreditanstalt, Köln
- 1943–1945: Tatrawerke AG, Prag
- Engelhardt Brauerei AG, Berlin
- Hardy & Co GmbH, Berlin

stellvertretender Vorsitzender des Aufsichtsrats
- 1944 Allgemeine Versicherungs AG, Wien
- 1936–1945: Dyckerhoff-Portland-Cement-AG, Mainz-Amöneburg
- 1939–1945: Rheinische Kunstseide AG, Krefeld

Mitglied des Aufsichtsrats
- 1936–1945: Mülheimer Bergwerks-Verein
- 1936–1939: Junkers Flugzeug- und Motorenwerke AG
- 1937–1945: Wintershall AG, Kassel
- 1937–1945: Metallgesellschaft AG, Frankfurt
- 1938–1944: Gerling-Konzern Lebensversicherungs AG, Köln
- 1938–1945: Felten & Guilleaume AG, Köln
- 1938–1945: Essener Steinkohlen AG, Essen
- 1938–1945: Länderbank Wien AG (Tochtergesellschaft der Dresdner Bank)
- 1938–1945: Eisen- und Hüttenwerke AG, Köln-Beckum
- 1939–1945: Accumulatoren-Fabrik AG, Hagen
- 1939–1945: Waffenwerke Brünn AG, Prag
- 1939–1944: Doehrener Werke AG, Hannover
- 1940–1944: Braunkohle-Benzin AG (BRABAG), Berlin
- 1940–1945: Kontinentale Öl AG, Berlin
- 1940–1945: Skodawerke AG, Hannover
- 1940–1945: Rheinmetall AG, Düsseldorf

## Schriften
- Der Polizeibegriff im heutigen preußischen Recht unter besonderer Berücksichtigung der Spezialgesetze. Menden 1917 (Dissertation).